# Arnaldo Soares
Arnaldo Soares é um compositor de música popular brasileira.

## Discografia
- Simprão (2018)
- Quintal da Serra (2016)
- DNA (2015)
- Nessa cidade (2004)
- Ninho de serpentes (1999)

## Biografia
1. ↑  «Biografia no Cravo Albin». dicionariompb.com.br. Consultado em 6 de janeiro de 2013

Arnaldo Soares é músico autodidata e compositor, natural de Rio Azul, interior do Paraná, onde, por influência e na companhia de seu pai, iniciou na música aos 10 anos tocando acordeon em bailes da região. Também é do interior que o músico traz boa parte de sua influência e inspiração musical.
Possui cinco CDs gravados de forma independente - em seu primeiro disco de 1997, “Ninho de Serpentes”, o músico exprimiu em suas canções as influências da vida no interior do Paraná, retratando a simplicidade da vida rural, o valor da família e da amizade, e a exaltação a natureza, em letras embaladas por ritmos regionais como o fandango e a guarânia. Já no segundo CD “Nessa Cidade”, de 2005, viabilizado pela Lei Rouanet, as canções revelam um lado mais urbano onde o músico integra a originalidade e a universalidade musical, em composições que passam pela bossa-nova e o jazz fusion. Em “DNA” de 2015, o músico traz uma nova roupagem para suas composições, integrando a qualidade estética do violão clássico de Fábio Lima e o compasso dançante do reggae de Diego Bueno, da Banda Namastê, além de divulgar uma coletânea de composições inéditas, onde trata de forma irônica e crítica temas atuais, porém emblemáticos, como a energia nuclear, a conservação da água, e a manipulação genética do ser humano, retratada na faixa título do CD. Em 2016 o músico produziu o CD "Quintal da Serra" onde traz canções inéditas próprias e de parceiros do Clube do SolFa". Em 2017, lançou, em parceria com o músico Marlos Soares, o CD "Simprão", com temas voltados para o mundo do rock rural.
Em 2016 fez apresentações de abertura dos shows de Zé Ramalho (19/03 e 29/10), Djavan (17/06), Agnaldo Rayol (20/05), "Amizade Sincera”, com Renato Teixeira e Sérgio Reis (18/06), e Banda Malta (11/07), nos Teatros Guaíra e Positivo, em Curitiba.  
Como intérprete, Arnaldo Soares busca inspiração em conhecidos nomes da MPB como, Djavan, Zé Ramalho, Chico Buarque, Lenine, Milton Nascimento, Zeca Baleiro, Belchior e Fagner.
O músico é membro ativo do Clube do Compositor Paranaense, onde possui parcerias com diversos músicos curitibanos, entre eles Marlos Soares, Fábio Lima 

## Contato
- https://www.facebook.com/arnaldo.deoliveirasoares